# Broadview Heights (Ohio)
Broadview Heights es una ciudad situada en el condado de Cuyahoga, Ohio, Estados Unidos. Tiene una población estimada, a mediados de 2023, de 19 634 habitantes.
Está ubicada en el área metropolitana de Cleveland, inmediatamente al oeste de la ciudad de Brecksville. 

## Geografía
La localidad está ubicada en las coordenadas 41°19′5″N 81°40′45″O / 41.31806, -81.67917. Según la Oficina del Censo, tiene una superficie total de 33.81 km², de los cuales 33.76 km² corresponden a tierra firme y 0.05 km² están cubiertos de agua.

## Demografía
Según el censo de 2020, en ese momento la ciudad tenía una población de 19 936 habitantes. La densidad de población era de 590.52 hab./km². El 86.05% de los habitantes eran blancos, el 2.74% eran afroamericanos, el 0.14% eran amerindios, el 5.22% eran asiáticos, el 0.01% era isleño del Pacífico, el 0.90% eran de otras razas y el 4.95% eran de una mezcla de razas. Del total de la población, el 3.14% eran hispanos o latinos de cualquier raza.